# Izgovarjava
Izgovarjava (obliko izgovorjava Slovenski pravopis odsvetuje) v jeziku pomeni način, na katerega posameznik zlaga osnovne enote, glasove. Vejo jezikoslovja, ki se ukvarja z izgovarjavo, imenujemo fonologija, z njo pa se ukvarja tudi fonetika.